# كيم أسترب
كيم أسترب (بالدنماركية: Kim Astrup Sørensen)‏ هو لاعب كرة الريشة دنماركي، ولد في 6 مارس 1992 في هرنينغ في الدنمارك.

## وصلات خارجية
- كيم أسترب على موقع BWF.tournamentsoftware.com (الإنجليزية)
- كيم أسترب على موقع BWFbadminton.com (الإنجليزية)
- كيم أسترب على موقع اللجنة الأولمبية الدولية (الإنجليزية)
- كيم أسترب على موقع أوليمبيديا (الإنجليزية)